# No-Do
No-Do (afkorting van Noticiero Documental) was van 1942 tot 1981 het Spaanse filmjournaal.
NO-DO werd op 29 september 1942 opgericht door de fascistische regering van generaal Franco. De eerste vertoning vond plaats op 4 januari 1943. 
Gedurende haar bestaan had No-Do het monopolie op nieuwsvoorziening in bioscopen. Tot 1976 waren bioscopen verplicht het journaal te vertonen vóór de hoofdfilm; tot aan de opheffing in 1981 zijn vele bioscopen hier echter vrijwillig mee doorgegaan. No-Do was dan ook een belangrijk propagandamiddel voor het fascistische regime. De karakteristieke herkenningsmelodie van No-Do alsook de zwart-witbeelden van een publieke werken inhuldigende generaal Franco staan in het geheugen van generaties Spanjaarden gegrift.